# Sobrado (kommun)
Sobrado är en kommun i Brasilien.   Den ligger i delstaten Paraíba, i den östra delen av landet, 1 700 km nordost om huvudstaden Brasília. Antalet invånare är 7 363. Arean är 63 kvadratkilometer.
Terrängen i Sobrado är platt.
Omgivningarna runt Sobrado är en mosaik av jordbruksmark och naturlig växtlighet. Runt Sobrado är det ganska tätbefolkat, med 62 invånare per kvadratkilometer.